# سوكول تسيكالشي
سوكول تسيكاليشي (Sokol Cikalleshi) (27 يوليو 1990 في كافايه في ألبانيا – )؛ هو لاعب كرة قدم كان يلعب كمهاجم. يلعب مع منتخب ألبانيا لكرة القدم منذ عام 2014 و يلعب حاليا مع نادي الخليج السعودي معار من قونيا سبور التركي

## وصلات خارجية
- سوكول تسيكالشي على موقع الاتحاد الدولي (مؤرشف)  (الإنجليزية)
- سوكول تسيكالشي على موقع الاتحاد الأوربي (الإنجليزية)
- سوكول تسيكالشي على موقع اتحاد تركيا (لاعب) (الإنجليزية)
- سوكول تسيكالشي على موقع دوري كوريا الجنوبية (الإنجليزية)
- سوكول تسيكالشي على موقع قاعدة بيانات كرة القدم.إي يو (الإنجليزية)
- سوكول تسيكالشي على موقع ناشيونال فوتبول تيمز (الإنجليزية)
- سوكول تسيكالشي على موقع Soccerway.com (الإنجليزية)
- سوكول تسيكالشي على موقع عالم كرة القدم.نت (الإنجليزية)
- سوكول تسيكالشي على موقع AS.com (الإسبانية)